# Nabonassar
Nabonassar, Nabunasir ou Nabonassáros foi rei da Babilônia, que depôs e sucedeu o usurpador Nabusumaiscum. Reinou entre 747 a.C. a 734 a.C.

## Biografia
Naquela época, o Império Neoassírio estava em desordem pela guerra civil e outros reinos como Urartu ascenderam. Um comandante do exército que participava da guerra civil chegou ao poder e adotou o nome Tiglate-Pileser III, ganhou o controle da Assíria no ano seguinte, em 746 a.C., e logo depois conquistou Babilônia sob o protetorado da Assíria, mas Nabonassar continuou governando como rei vassalo por 14 anos, até 734 a.C..
O quinto ano do reinado de Nabonassar foi a data de ascensão ao trono de Humpanicasa de Elão. No ano de 734 a.C., Nabonassar ficou gravemente doente e morreu após 14 anos de reinado, e Nabunadinzeri o sucedeu.